# Fest i gaden
Fest i gaden er en dansk dokumentarfilm fra 1967, der er instrueret af Ole Gammeltoft, Helge Ernst og Sune Lund-Sørensen.

## Handling
I juni 1967 fejrede København sit 800 års jubilæum. I en glimtvis reportage fra tre af jubilæets store arrangementer: verdens længste kaffebord på Strøget, asfaltballet ved Søerne og det kilometerlange historiske optog gennem byen, søger filmen at indfange den muntre og joviale stemning omkring de store folkelige festligheder.